# Mutant Proof
Mutant Proof ist eine deutsche Alternative-Rock-Band aus Dortmund, Nordrhein-Westfalen, die im Jahr 2014 gegründet wurde.

## Geschichte
Die Band wurde im Herbst 2014 vom ehemaligen Backlash-Sänger Gerald Manns und dem ehemaligen Gitarristen der Phantoms of Future, Dirk Schwarzer gegründet, die sich über eine Kontaktanzeige fanden. Oliver „Löffel“ Höfler, ehemaliger Gitarrist bei Powerball und Hungöver, stieß nur wenig später dazu. In Geralds jüngerem Bruder Roland Manns, der schon bei Backlash und Reggatta De Blanc, einer Police-Tribute-Band spielte, fand die Band den passenden Schlagzeuger.
In dieser Besetzung nahm die Band das Debüt-Album Mutant Proof im Sommer 2017 auf. Produziert wurde das Album vom legendären Mastermind Siggi Bemm (Produzent von u. a. Tiamat, Kreator, Udo Lindenberg, Peter Maffay) in den Hagener Woodhouse Studios. Das Album erschien am 7. April 2018 bei Woodhouse Records.
Im Sommer 2018 verließ Roland Manns die Band, da er sich mit dem harten Stil der Musik nicht identifizieren konnte. Neuer Schlagzeuger wurde Bobby Schottkowski, ehemaliger Schlagzeuger von Sodom und Tank. Im Dezember 2018 verließ Dirk Schwarzer die Band, um sich anderen Projekten zu widmen. Im Februar 2019 wurde Guido Girsch als neuer Gitarrist vorgestellt. Im Lockdown während der Covid-19-Pandemie startete Mutant Proof die Aktion „Song For Everyone“, zu dem Musiker aus fünf verschiedenen Ländern beitrugen, u. a. Enrico Santacatterini  und Klaus Vanscheidt (Doro Pesch, Wölli). Girsch stieg im Oktober 2020 aus Termingründen wieder aus. Mit Joerg Hoelz (Gitarrist bei den Assmatix) wurde im November 2020 die Besetzungslücke wieder geschlossen. Im Dezember veröffentlichten Mutant Proof den von Hoelz geschriebenen Song „Christmas in a Cardboard Box“, in der die Band um Spenden zur Obdachlosenhilfe bat.

## Diskografie
- 7. April 2018: Mutant Proof (Album, Woodhouse Records)

## Videografie
- November 2017: Flames Are Calling (directed by GMAN)
- Oktober 2018: Brave the Storm (directed by GMAN)
- November 2018: Rock 'n' Roll Junkie (live im Greif, Lünen)
- Dezember 2019: Into the Void (directed by GMAN)
- Mai 2020: Song for Everyone (directed by GMAN)
- Dezember 2020: Christmas in a Cardboard Box (directed by GMAN)